# AT-3自強號高級教練-輕攻擊機
AT-3自強號高級教練機是中華民國空軍現役的高級教練／輕攻擊機，由中山科學研究院航空工業發展中心（Aerospace Industrial Development Corporation, AIDC，現已改制為漢翔航空工業股份有限公司）與美國諾斯諾普（Northrop）公司（購併格魯曼（Grumman）公司後，改名為諾斯諾普·格魯曼（Northrop Grumman）公司）合作研發，共生產65架。
AT-3的AT是Attack（攻擊），Trainer（教練機），因此AT-3除了平時教練用途外，戰時也可擔任輕攻擊，對地炸射等任務。
本機被命名為「自強」（Tzu Chung），意為『自強不息』，其研發生產的背景時空歷經退出聯合國、中美斷交，當時掀起自製武備與捐款建軍風潮【自強救國基金】，出現陸軍M48A3戰車自強連（陸軍裝甲獨立第86旅戰車第762營第2連）、海軍飛彈快艇自強中隊、空軍F-5E/F戰鬥機自強中隊（空軍第4聯隊第23中隊）。

## 研發歷史
1975年

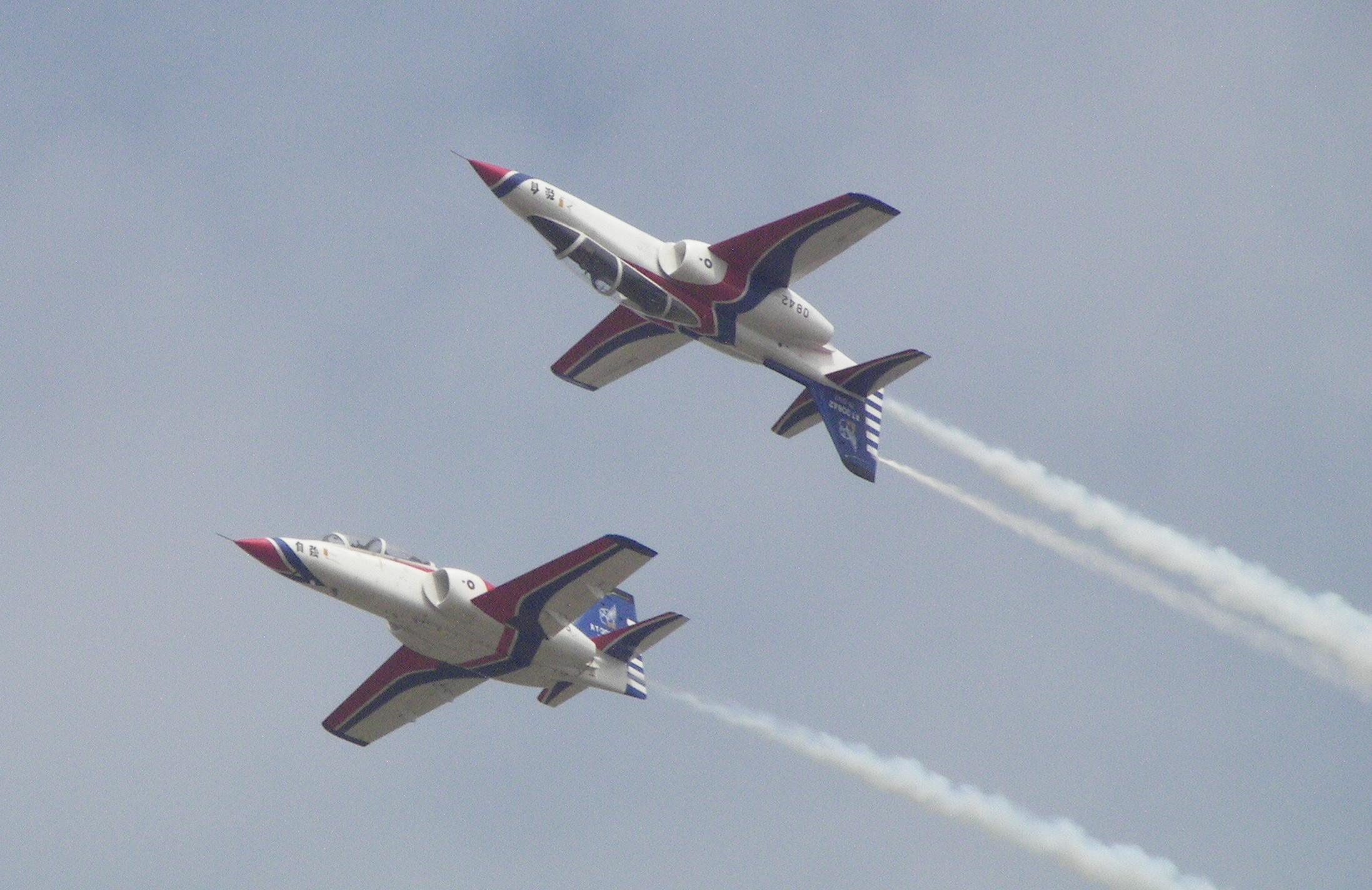
中華民國空軍雷虎特技小組之表演

- 中華民國空軍鑑於洛克希德T-33A教練機服役已久、日趨老舊、急需汰換，要求空軍航空工業發展中心進行新型噴射教練機的發展工作。航發中心主任李永炤中將召集華錫鈞少將、李雄材少校研議新型噴射教練機研發工作。
- 12月15日，空軍航空工業發展中心與美國諾斯諾普公司簽定合作設計合約，開發教練機。

1976年
- 2月，航空工業發展中心與諾斯諾普公司合作進行新型噴射教練機的初步設計，並定名為XAT-3，中文代號為「虹翔二號」[1]，美國方面代號則為VTX。由當時航發中心設計室主任王石生上校率20位設計小組人員至美國加州參與設計。

1977年
- 美國國務院否決該項合作計畫以免影響當時美國與中華人民共和國發展中的友好關係，並要求終結進行中的開發計畫，嚴重阻礙XAT-3的設計發展工程。航發中心人員自美攜帶相關資料返國後繼續相關計畫，自力實施細部設計，並利用合作生產F-5E/F虎Ⅱ式戰鬥機之便，自諾斯諾普公司聘僱資深設計人員來台協助航發進行短期指導。
- 3月，航發中心成立虹翔研造處，展開XAT-3高級教練機的細部設計與製造工作；全案經費核定為新台幣三億八千餘萬元，僅為諾斯諾普公司估算的八分之一。

1979年
- 6月，虹翔研造處完成XAT-3高級教練機細部設計工作，完成四千餘張設計藍圖。

1980年
- 7月17日，編號0801、序號69-6001的一號原型機完成裝配出廠，並被命名為「自強號」，由參謀總長宋長志上將、財團法人國防工業發展基金（今國防工業發展基金會）董事賴名湯上將、空軍總司令烏鉞上將共同揭綵。

1980年
- 8月13日，執行天運演習，將XAT-3一號原型機從航發沙鹿廠區以陸上拖運的方式運至清泉崗基地進行試飛工作。
- 9月16日，由中華民國空軍試飛室主任樊啟健上校（前座）與試飛員李心澄中校（後座）於早上十點進行首次試飛，當時空軍總司令烏鉞上將、政戰主任陳燊齡中將親臨視察。
- 9月25日，總統蔣經國視察自強號試飛情形。

1981年
- 2月15日，編號0802、序號70-6002的二號原型機出廠。
- 7月，採購器材籌建AT-3高級教練機生產線。
- 10月30日，二號原型機進行首次試飛成功。
- 11月，中華民國國防部正式核定生產60架，以取代當時中華民國空軍服役中的T-33A教練機。

1982年
- 3月，首架XA-3雷鳴機出廠。
- 7月8日，XA-3雷鳴機進行首次試飛，試飛員為李心澄中校。

1983年
- 2月，第二架XA-3雷鳴機完成試飛，試飛員蕭文斌中校。

1984年
- 1月，首架生產型AT-3高級教練機出廠。

1986年
- 6月27日，空軍總司令郭汝霖上將第一次試飛第一架改裝三片式座艙罩的AT-3（編號0815），前座由當時航發中心試飛主任李心澄上校帶飛，郭汝霖上將評價：飛機視野為其飛過各式飛機中最優異者，並對座艙內的中文說明標誌有很大的感觸。
- 9月11日，空軍總司令陳燊齡上將試飛改裝三片式座艙罩的AT-3（編號0818）。

1987年
- 2月20日，參謀總長郝柏村上將同乘試飛AT-3，由李心澄上校帶飛（編號0825），於當日早上9點45分起飛，歷時30分鐘，體驗爬升、小轉彎、俯衝課目。

1988年
- 8月3日，中華民國空軍雷虎特技小組改採AT-3教練機為表演機種。

1989年
- 6月30日，AT-3高級教練機生產完畢結案。

## 設計特徵
本機為傳統懸臂式低單翼主翼構型，AT-3的機體配件有許多是和F-5E/F共通，降低後勤複雜度。水平尾翼為單片全動式，與方向舵均由液壓致動器動作。起落架為前三點式單輪組，採用F-5E的起落架設計，故可互通使用；鼻輪採用二段伸長式起落架支柱，以便在起飛時獲得較大升力，縮短滑行距離。機體及機翼材料主要是鋼和鎂，少部分使用石墨纖維複合材料。座艙為縱列雙座式設計，座艙罩向右側開啟，後座較前座高出30公分。
為滿足作戰需求，動力裝置選用2具美國蓋瑞特（Garrett）公司TFE731-2-2L無後燃器渦輪扇發動機，以獲得中低空、中低速至穿音速飛行時的最佳性能，並減少因單一發動機故障而失事的機率。該型發動機主要結構包括一級風扇、四級軸流式低壓壓縮器、一級離心式高壓壓縮器、反流式燃燒室、一級高壓渦輪、三級低壓渦輪等，可產生14：1的總壓縮比，旁通比約為2.7：1。TFE-731-2-2L的最大推力為1.587公噸，一般巡航（0.8馬赫，12,200公尺）推力為344公斤，整體推重比約為0.61。 
AT-3上有兩具獨立的燃油供應系統，並具有「交互供油」（Cross feed）的功能，當某一具供油系統故障或受損時，另一具供油系統將會自動接替供給兩部發動機燃油。而每個燃油箱本身也具備自動防漏與封閉的功能，容量為815公升（215加侖），兩個油箱的總容量為1,630公升。除了內部主油箱以外，AT-3兩翼下的內側掛架可各加掛一個568公升的副油箱，能夠有效延伸滯空的時間。 
由於航空工業發展中心岡山介壽二廠於1983年才開始生產TFE731-2-2L發動機，故「XAT-3」一、二號原型機使用的發動機型號不明。
AT-3的航電系統主要交由於1980年4月1日成立的介壽三廠負責。在AT-3中大部份的航電系統，包括通訊及導航設備，大都集中在前段機身中的大型航電艙中。其主要航電設備包括超高頻通訊系統（UHF），敵我識別器（IFF），戰術導航儀（TACAN），姿態與航向參考系統（AHRS），攻角指示器等等。 
AT-3上同時也配備了抬頭顯示器（HUD），在選用航電配備方面包括雷達高度計、都卜勒雷達、前視紅外線、慣性導航系統、雷達警示接收器，以及干擾絲等等，可搭配不同作戰需求使用。

## XA-3雷鳴號攻擊機

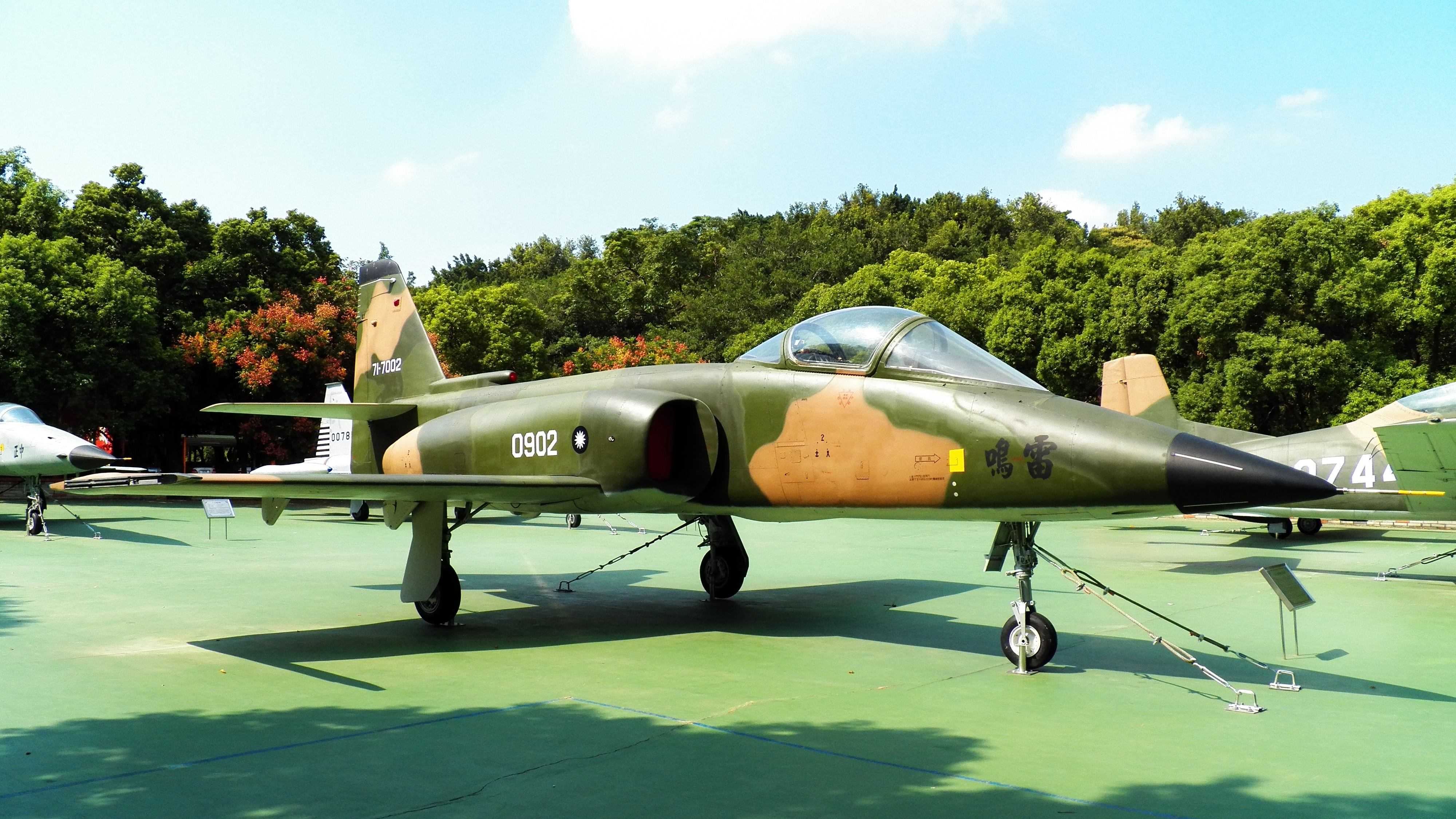
成功嶺的XA-3雷鳴號2號機（0902）。

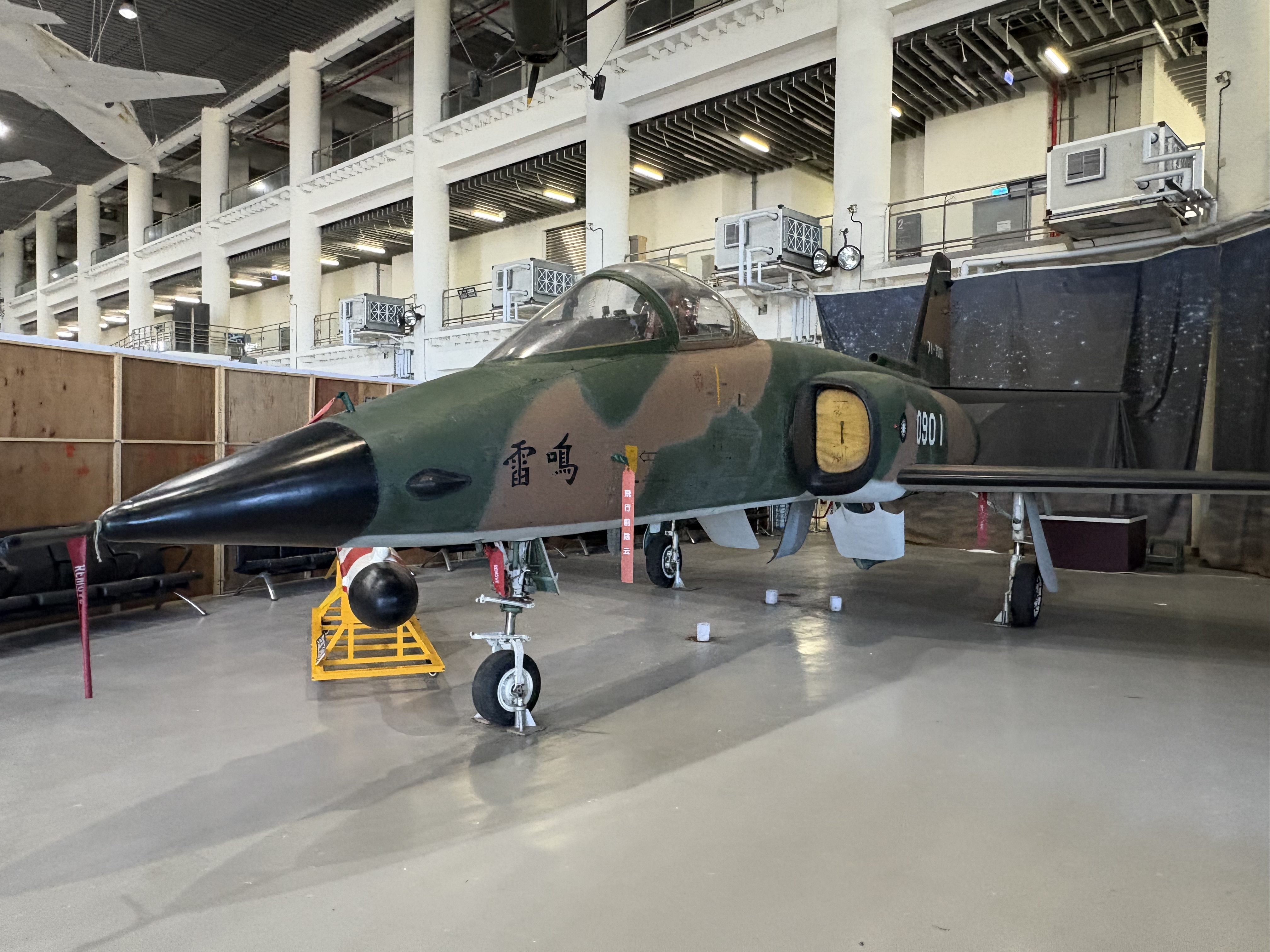
漢翔XA-3(編號0901/序號71-7001)雷鳴號單座攻擊機。

雷鳴（Lui Meng）是中華民國航空工業發展史上首架專業的噴射對地攻擊機。1979年7月7日，國防部核定新台幣3億4000萬元的「雷鳴計畫」，要求航空工業發展中心必須在4年內完成2架以XAT-3為藍本的XA-3對地攻擊機之原型機，計畫由航發中心主任梁鎮宇主導。主要修改重點為將雙座修改為單座，加裝1門30mm歐瑞康KCA轉輪式機炮，並增加武器攜載能力和種類。其後由於物價上揚，再追加1億6000萬元，整個雷鳴計畫經費高達5億元，由國防工業發展基金會支出。
1982年3月25日，中華民國國防部正式核定改裝自AT-3教練機的XA-3攻擊機，命名為雷鳴號。
首架原型機（序號0901）於1982年7月8日以一架XAT-3伴隨，由當時的航發試飛室主任李心澄首飛成功，塗裝為三色叢林迷彩。同年10月22日，XA-3首度在飛行中成功試射30mm機砲。第二架（序號0902）也在1983年2月17日試飛。
本機機體為鋁合金半硬殼式結構，並使用較多的石墨纖維複合材料以減輕重量，增加強度。主翼則為多樑式結構。航空電子系統方面與AT-3使用者相同，但加裝抬頭顯示器（HUD）、瞄準具及照相槍。武器酬載重量為2,727公斤，兩翼下及機腹下共有5處掛架，可攜載火箭莢艙、機砲莢艙及各類炸彈；翼端掛架則可掛載AIM-9響尾蛇飛彈或天劍一型飛彈。
然而即將量產時，空軍向美國購買的F-5戰機已開始交機200多架，各基地暫不缺飛機。又向歐洲以「阿里山計畫」買到將近2個聯隊數量的F-104二手戰機，所以缺乏採購意願。海軍多年來雖有建立海軍航空隊的構想，而曾認真考慮，最後也因國防部組織調整等因素擱置。1983年7月中華民國國防部宣佈終止XA-3的發展計畫。
其後，兩架XA-3成為軍備局中山科學研究院測試多種飛彈、航電系統的載具，並曾成功試射雄風二型反艦飛彈。XA-3二號原型機繼續升級至AT-3B規格，AT-3教練機陸續量產時，軍方要求航發中心把部分XA-3的特點加裝於教練機型。
目前XA-3一號原型機陳展於中華民國空軍軍官學校航空教育館，二號原型機則在陸軍成功嶺營區露天展示。
由於機身重量增加，XA-3的部份飛行性能指標要比AT-3略微下降些：
- 高空平飛極速：0.85Mach-->0.76Mach
- 海平面爬升率：3,078m／min-->2,438m／min
- 實用升限：14,625m-->14,021m
- 滯空時間：3.2hr-->小於3hr
- 最大航程：3,189 km-->3,037 km

### AT-3B
1987年8月，AT-3B（序號0902）原型機加裝一套AN/APG-66射控雷達、兩具多功能顯示器、MIL-STD-1553B軍規數位資料匯流排，並增加空射型雄風二型反艦飛彈的發射能力，成為新型反艦攻擊機，並向中華民國空軍推銷作為轉換訓練先導教練機與中華民國海軍航空大隊建立定翼反艦攻擊機能量；該機在漢光演習時創下發射雄風二型反艦飛彈擊中60公里外靶艦的紀錄，但海軍未建案採購。已知有AT-3（序號0825）及AT-3B（序號0902）兩架進行此類改裝。
AT-3B（編號0825）已於2009年12月23日除役，總飛行時數1,512小時。由空軍測評戰研中心撥交給空軍第427聯隊（現三聯隊），保存在隊史館前做為展示機。

## 服役歷史
1984年
- 3月，首架量產型AT-3高級教練機正式撥交空軍官校（編號0803）。

1989年

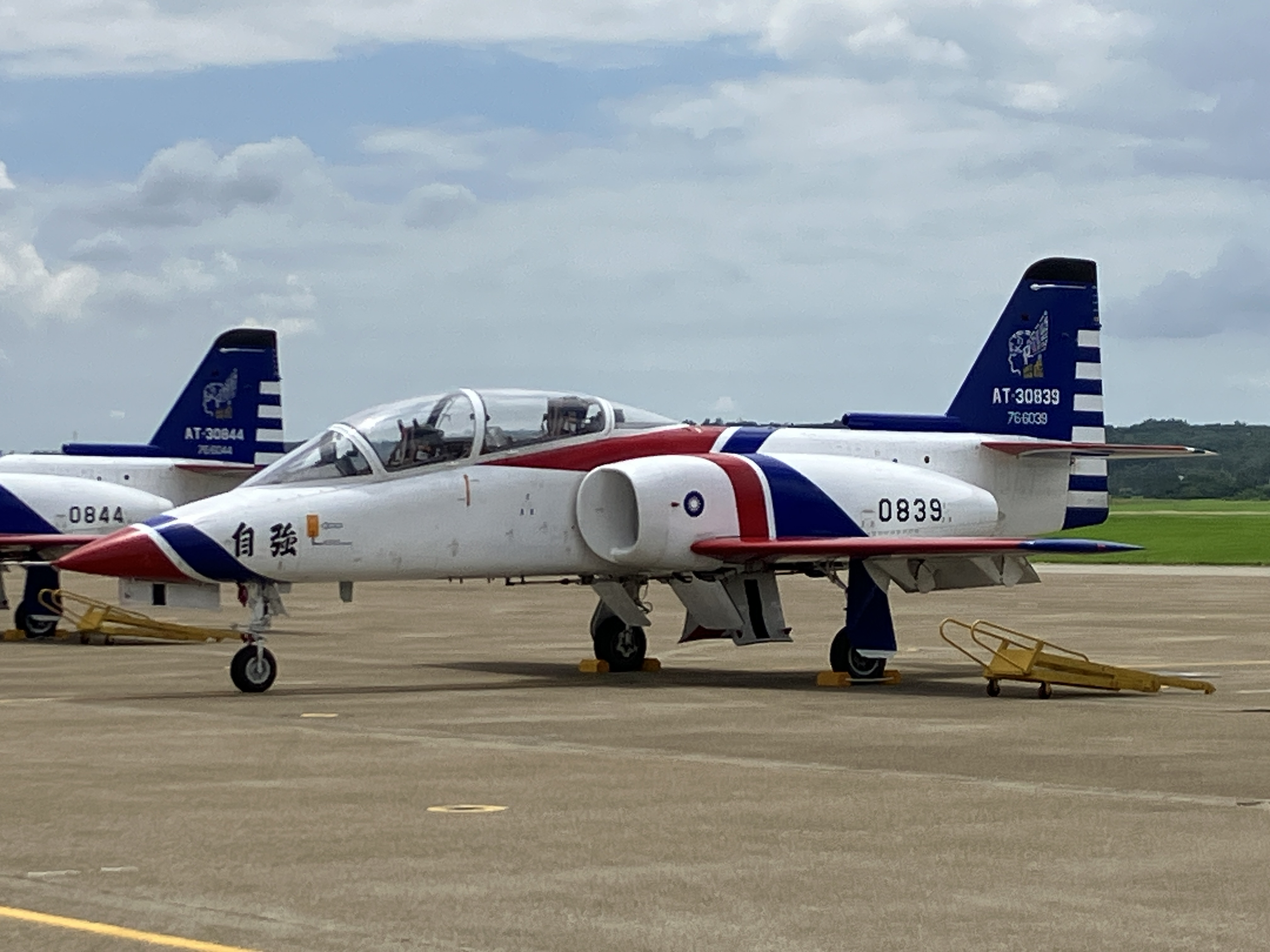
中華民國空軍AT-3(編號0839)自強號高級教練機，本機為雷虎特技小組的飛行表演用機。表演機尾翼會有「雷虎」二字，教學用機尾翼會有「筧橋」二字。

- 3月27日，中華民國空軍雷虎特技小組首度使用AT-3高級教練機進行特技飛行表演，取代原先使用的F-5E/F。

1990年
- 6月，中華民國空軍撥交部分AT-3高級教練機至三十五夜攻中隊，擔負夜間對地、對海巡邏、電子作戰等任務，以取代原先使用的T-33A。使用的AT-3裝有1具AN-M3 12.7mm雙聯裝機槍莢艙。後來第35羚羊夜攻中隊解散，編制的AT-3攻擊隊全數撥交空軍軍官學校作為官校戰鬥組的高級教練機使用。

1991年
- 6月27日，XA-3雷鳴號噴射攻擊機0901號參加「新翔演習」，於南部海域掛彈測試巡航。

1992年
- 10月24日，中華民國空軍以「御鋒演習」為代號，執行「興漢」計劃，是其航發中心與空軍聯合發展的火控導航系統測試。

2001年
- 5月，展開AT-3高級教練機延壽計畫研究。

2002年
- 為現役的AT-3機隊實施延壽計畫，延長服役年限至2017年。

2005年
- 12月，外電報導漢翔公司再度進行為2架AT-3A加裝空射型魚叉反艦飛彈和空射型雄風二型反艦飛彈計畫，改良編號為AT-3K。

2006年
- 9月8日，最後一架延壽性能提升的AT-3高級教練機返回空軍官校（編號0835）。
- 10月，AT-3高級教練機飛行員個人飛行時數突破5,000小時，漢翔公司舉行授證典禮，表彰飛行教官的傑出表現。

2010年
- 11月15日，AT-3高級教練機自首架原型機出廠已30年。

2011年
- 5月4日，漢翔公司頒發個人飛行時數證書、榮譽臂章以及AT-3模型予空軍官校的林紹文，個人AT-3飛行時數高達8,000小時。目前官校的飛行教官中，駕駛AT-3超過1,000小時以上者，共有16人。其中，飛行時數超過7,000小時的陳佳，超過6,000小時的周國祥、黃銘勳、劉振榮、周自立，超過4,000小時的蔡益龍、蔣忠荷，超過3,000小時的劉澤森、楊肅祺、董延珂、徐明弘，超過2,000小時的温祥怡、趙文芳，飛行時數超過1,000小時的陳君宜、莊倍源，其中女飛行員陳君宜中校，亦是首位戰鬥機女飛行員。
- 機號為0811、0812、0820、0821、0832、0842、0845等7架AT-3教練機飛行時數滿5,000小時。

2014年
- 空軍官校高級組林紹文個人AT-3高級教練機飛行時數破萬，為空軍飛行員第一人。

2025年
- 空軍官校開始換裝國造勇鷹高級教練機，接替原有的AT-3自強號高級教練的飛行訓練任務[4]。
- 2025年8月5日，AT-3高級教練機解除雷虎小組任務，預計2026年全數除役。

## AT-3原型測試機
- 試飛員：朱泰樺上校

編號0802「自強號」是AT-3第二架原型機，當時用於執行螺旋試驗，於後機身加裝支撐結構架及阻力傘，歷經三年時間進行危險及困難的螺旋試驗後，獲證AT-3不適合用於螺旋訓練。目前放置於漢翔公司台中廠區飛機公園做展示。

## 失事記錄
- 1990年8月7日，編號0845、序號77-6045在澎湖縣馬公機場故障迫降，飛官羅夢雄中校輕傷，陳水乾少校人安，飛機也繼續服役至今。
- 1990年9月6日，編號0837、序號76-6037因機械故障墜毀在嘉義縣大埔鄉地區，單飛學官喬世勳跳傘獲救。
- 1991年4月23日，編號0831、序號76-6031墜毀在高雄縣燕巢鄉地區，教官周國祥、學官楊鐵忠獲救。
- 1992年10月14日，編號0804、序號73-6004因航管人員導引疏失於屏東縣山區撞山。飛官陳志恆、飛行生林明正殉職。
- 1994年1月26日，編號0850、序號77-6050於新竹縣外海失控墜海，該機屬於第三十五作戰隊，劉兆瑞上尉獲救、黃錦鴻中校殉職。
- 1994年11月7日，編號0858、序號77-6058在苗栗縣外海發動機熄火墜海，該機屬於第三十五作戰隊，飛官傅惠民、張志勇二人獲救。
- 1995年6月12日，編號0805、序號74-6005在新竹基地進場落地時鼻輪未放妥衝出起火，該機屬於第三十五作戰隊，飛官王光璽、段連昇重傷。
- 1996年2月8日，編號0843、序號76-6043因發動機冒煙，中尉學官陳厚志關斷油路系統後墜毀在高雄市橋頭區，飛行員獲救。
- 1997年6月27日，編號 0833、序號76-6033因操演失控墜機於岡山區校區機場西側跑道，空官雷虎小組教官徐海華少校殉職。
- 1998年9月5日，編號 0826、序號76-6026於降落滑行時起火，學官少尉陳家梁跳傘獲救。
- 2003年6月11日，編號 0827、序號75-6027於操作失速科目時進雲後撞山墜毀於臺東縣關山鎮附近，少尉學員邱一峰與少校教官段連昇殉職。
- 2012年2月3日，編號0809在進行例行訓練飛行時，於屏東縣春日鄉古華村士文溪上游上空，未保持規定的3呎(約1公尺)安全距離，竟擦撞編號0816教練機的左後水平尾翼。編號0809正駕駛曾國維中尉和副駕駛張國強中校均跳傘逃生獲救，送枋寮醫院急救。2人均有骨折現象，暫無生命危險。編號0816教練機則安返岡山基地，該機正副駕駛吳岳恆上尉與黃銘勳教官均安。
- 2014年10月21日，編號0847在進行例行訓練飛行時，於高雄市梓官區上空與編號0815發生擦撞意外，編號0815最後墜毀於梓官加油站後方，該機飛行員中校教官莊倍源為了避免飛機撞擊民宅，放棄兩次跳傘逃生機會，與飛機一同直接撞擊地面，經送醫急救後不幸殉職；0847號飛行員中校教官楊志平則平安降落岡山基地。[5]
- 2015年9月22日，編號0851執行儀器飛行訓練任務時在花蓮縣卓溪鄉，高度1萬9800呎空域失聯。9月26日中午12點48分，搜救人員發現編號0851機體殘骸，證實前座少校教官王勁鈞及後座中尉學官黃俊榮不幸殉職。[6]

- 2022年5月31日，編號0852於8時03分起飛執行學員單飛任務，8時09分光點消失，失事地點位於岡山區田厝一路77號附近，機上飛行員徐大鈞上尉殉職。[7][8]

## 衍生型
- AT-3 MAX：規劃以AT-3教練機進行性能提升，型號為AT-3 MAX，除了機頭加大加寛，未來可容納部訓機訓練所用的任務電腦與對地炸射的各項裝備，加上更換兩具TFE-731-50渦輪扇發動機，總推力由7,000磅增加至10,000磅，使AT-3 MAX具備超音速飛行性能，以及配置全新數位化的操控電子設備。[9] 最後國防部在部訓機選擇以F-CK-1經國號戰鬥機為基礎發展的T-5教練機，AT-3 MAX自然無息而終[10]。

## 使用國家
- 中華民國：
  -  中華民國空軍

## AT-3高級教練機性能

### 一般特徵
- 機組員：2名
- 全長：42呎4吋（12.9公尺）
- 翼展：34呎3.75吋（10.46公尺）
- 全高：14呎3.75吋（4.36公尺）
- 翼面積：236.05平方呎（21.93平方公尺）
- 空重：8,500磅（3,855公斤）
- 最大起飛重量：17,505磅（7,940公斤）A-3攻擊機：20,100磅(9,117公斤)
- 引擎：2 具蓋瑞特（Garrett）公司TFE731-2-2L無後燃器渦輪扇發動機（英语：Garrett TFE731）
- 推力：7,000磅力(31.2 kN)（每具最大輸出3,500磅力(15.6 kN)）

### 飛行表現
- 極速：562哩／時（904公里／時，0.8馬赫），高度36,090呎（10,827公尺）
- 航程：無副油箱：1,417哩（2,280公里）
攜帶2具副油箱：1,982哩(3,189公里)
- 飛行升限：48,065呎（14,420公尺）
- 續航時間：3.2小時（無副油箱，僅依靠機內燃油時），攜帶2具副油箱為5.2小時。

### 武裝
AT-3武器酬載能力為5,998磅（2,727公斤），A-3攻擊機武器酬載能力增加為6,614磅以上（3,000公斤以上）；兩翼下共有4處掛架，機腹下1處，再加上翼梢掛架，共有7處掛載點。
- 機首右前方：1門30mm歐瑞康KCA轉輪式機炮（A-3攻擊機）
- 機腹掛架：1處，可掛載910公斤重武器，可攜帶1枚Mk84 2,000磅低阻力通用炸彈、1枚青雲油氣彈或1具AN-M3 12.7mm雙聯裝機槍莢艙。
- 內側掛架：2處，可掛載636公斤重武器，包括Mk83 1,000磅低阻力通用炸彈、MK20石眼式集束炸彈或150加侖（568公升）副油箱。
- 外側掛架：2處，可掛載272公斤重武器，包括5吋LAU-3/A火箭莢艙（英语：Folding-Fin Aerial Rocket）或2.75吋LAU-60/A火箭莢艙（英语：Folding-Fin Aerial Rocket）或其他武器。空射型雄風二型反艦飛彈(A-3攻擊機或AT-3B)
- 翼端掛架：2處，可掛載2枚AIM-9響尾蛇飛彈或天劍一型飛彈。

## 註解
1. ↑  虹翔一號為T-CH-1中興號教練機開發代號，虹翔三號則是XC-2運輸機開發代號
2. 1 2 3 4 5 6 7  XA-3雷鳴機 首飛30週年 （页面存档备份，存于） （中央社、2012年7月15日）
3. ↑  雷鳴30年前首飛 茶會變酒會 （页面存档备份，存于）（Yahoo奇摩新聞轉載中央社、2012年7月16日）
4. ↑  郭宏章. . 太報. 2025-05-10  [2025-05-10]. （原始内容存档于2025-05-10） （中文（臺灣））.
5. ↑  林保光、王昭月、歐陽良盈、羅紹平. . 聯合報. 2014-10-22  [2014-10-22]. （原始内容存档于2014-10-22） （繁体中文）.
6. ↑  蘇福男、游太郎、羅添斌. . 自由時報. 2015-09-27  [2015-09-27]. （原始内容存档于2015-09-27） （繁体中文）.
7. ↑  . tw.news.yahoo.com.   [2022-05-31]. （原始内容存档于2022-06-14） （中文（臺灣））.
8. ↑  
. 大公报. 2015-09-23  [2015-09-23]. （原始内容存档于2015-09-23） （简体中文）.
9. ↑  程嘉文. . 聯合報. 2015-08-12  [2015-11-29]. （原始内容存档于2015-12-08）.
10. ↑  國機國造中科院長打包票 　空軍高教機2020年原型機升空 （页面存档备份，存于） 上報 2016年11月17日

## 延伸連結
- 漢翔公司網站上的AT-3介紹（页面存档备份，存于）
- AT-3自強號高級教練機升空三十周年紀念（页面存档备份，存于）
- AT-3失事記錄（页面存档备份，存于）
- 空軍官校網站上的「AT3研發與性能簡介」
- TaiwanAirPower（页面存档备份，存于）